# 鈴木八郎
鈴木 八郎（すずき はちろう、1900年3月3日 - 1985年9月14日）は、日本の写真家。写真雑誌編集者、カメラ文化史研究者。

## 経歴
北海道余市町に生まれた。早稲田工手学校（現早稲田大学芸術学校）建築科を中退する。東京芝にあった丸木利陽門下の前島英男の写真館に入門して、前島の義弟の金丸重嶺と同門になった。また『写真の趣味』『写真月報』を編集していた高桑勝男の紹介で、小野隆太郎に住込みで弟子入りし、ゴム印画法を習得した。その後大正から昭和にかけて、アルスより技法書を多数執筆した。戦前の『カメラクラブ』や戦後復刊の『写真サロン』編集長を務めた。ペンタックスギャラリー館長。古典カメラやカメラの歴史に関する記事を多く執筆した。戦前に安井仲治と往復書簡を交わしていたことが死後、遺族より発見された。

## 年表
- 1916年（大正5年） - 早稲田工手学校建築科入学[2]。後に中退[2]し、前島写真館、小野隆太郎スタジオなどで写真を修める。
- 1921年（大正10年） - 北原鉄雄の出版社アルスに入社し、高桑勝男、南実、中島謙吉のもと『カメラ（CAMERA）』『芸術写真研究』の編集に「写真研究部員」として携わった。
- 1924年（大正13年） - 「表現社写真会」を斉藤鵠児（玄光社刊『写真サロン』月例写真選者）、魚住励らと結成する。同年、宇高久敬、南実と「東京商業写真研究会」を結成する。
- 1926年（大正15年） - 金丸重嶺と日本初のコマーシャル写真スタジオ「金鈴社」を設立する。
- 1931年（昭和6年） - アルスを退社し、コダック・ジャパン・リミテッドに入社して、企業誌『コダック知識』『スタジオライト』編集に携わる。
- 1936年（昭和11年） - アルスに復帰し、編集長として大衆写真雑誌『カメラクラブ』創刊。
- 1938年（昭和13年） - アルスより写真集『わが庭を写す』を刊行した。
- 1939年（昭和14年） - 金丸重嶺が日本大学芸術学部写真学科（江古田）を創設し、2年間、鈴木も教鞭をとった。
- 1941年（昭和16年） - 雑誌統合令のあと石津良介編集長『写真文化』の顧問のひとりになった。
- 1943年（昭和18年） - 興亜写真報国会理事。
- 1951年（昭和26年） - 復刊『写真サロン』（玄光社）の編集長になった。
- 1953年（昭和28年） - 月刊誌『カメラハンドブック』を出版した（1956年まで）。
- 1958年（昭和33年） - 旭光学商事株式会社に入社し、宣伝部長に。TVのCMで電通賞を受賞。その後サービスセンター所長を歴任。
- 1968年（昭和43年） - 編集長として『ペンタックスファミリー』創刊。ペンタックスギャラリー館長となった。
- 1971年（昭和46年） - 日本写真協会より功労賞を受賞した[2]。
- 1974年（昭和49年） - 『カメラ毎日』の連載「メカニズムよもやま話」をまとめ『カメラ文化史』（東京書房）として出版した。
- 1975年（昭和50年） - 写真文化の向上に尽くした功績により勲五等瑞宝章を受章した[2]。

## 個展
- 1934年 - 『雪と山の写真展』小西六本店
- 1969年 - 『カメラ散歩・宮城周辺』ペンタックスギャラリー
- 1993年 - 『鈴木八郎作品展　身辺描写』ＪＣＩＩフォトサロン
- 2009年 - 『鈴木八郎のまなざし ─オリジナルプリント』展 ＪＣＩＩフォトサロン

## 著作
1924年以来1976年までに写真書著作が41冊と多数ある。
- 『写真の失敗とその原因』アルス、1924年
- 金丸重嶺共著『商業写真術』アルス 1931年
- 『アルス大衆写真講座　第1〜10巻』アルス、1937年〜1939年
- 『わが庭を写す 作画の実際』アルス、1938年
- 『カメラ文化史』東京書房、1974年[2]
- 監修執筆『写真の開祖上野彦馬-写真にみる幕末・明治』産業能率短期大学（現自由が丘産能短期大学）出版部、1975年[2]
- 『現代カメラ新書No.6、クラシックカメラ入門』朝日ソノラマ 1976年
- 秋谷方共著『現代カメラ新書No.29、愛されるベス単』朝日ソノラマ 1977年
- 『発明の歴史カメラ』発明協会 1980年
- 『鈴木八郎写真集』日本カメラ社、1988年 ISBN 978-4-817-92011-9
- 分担執筆『日本カメラの歴史』毎日新聞社[2]